# 爆発

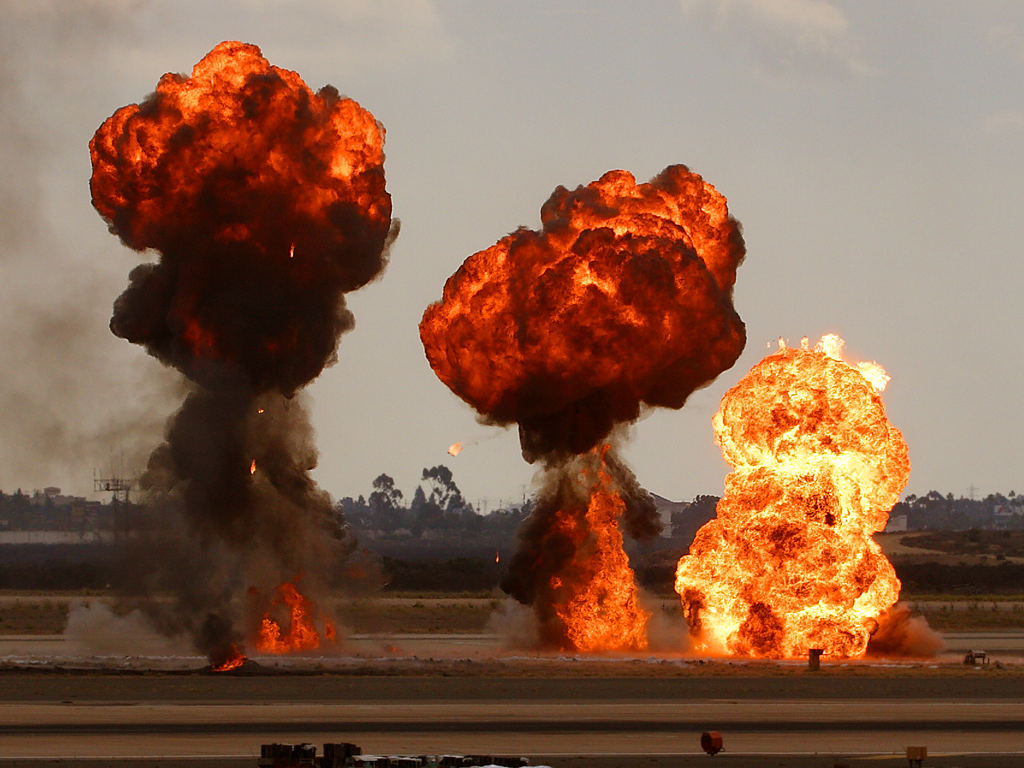
ガソリンの爆発

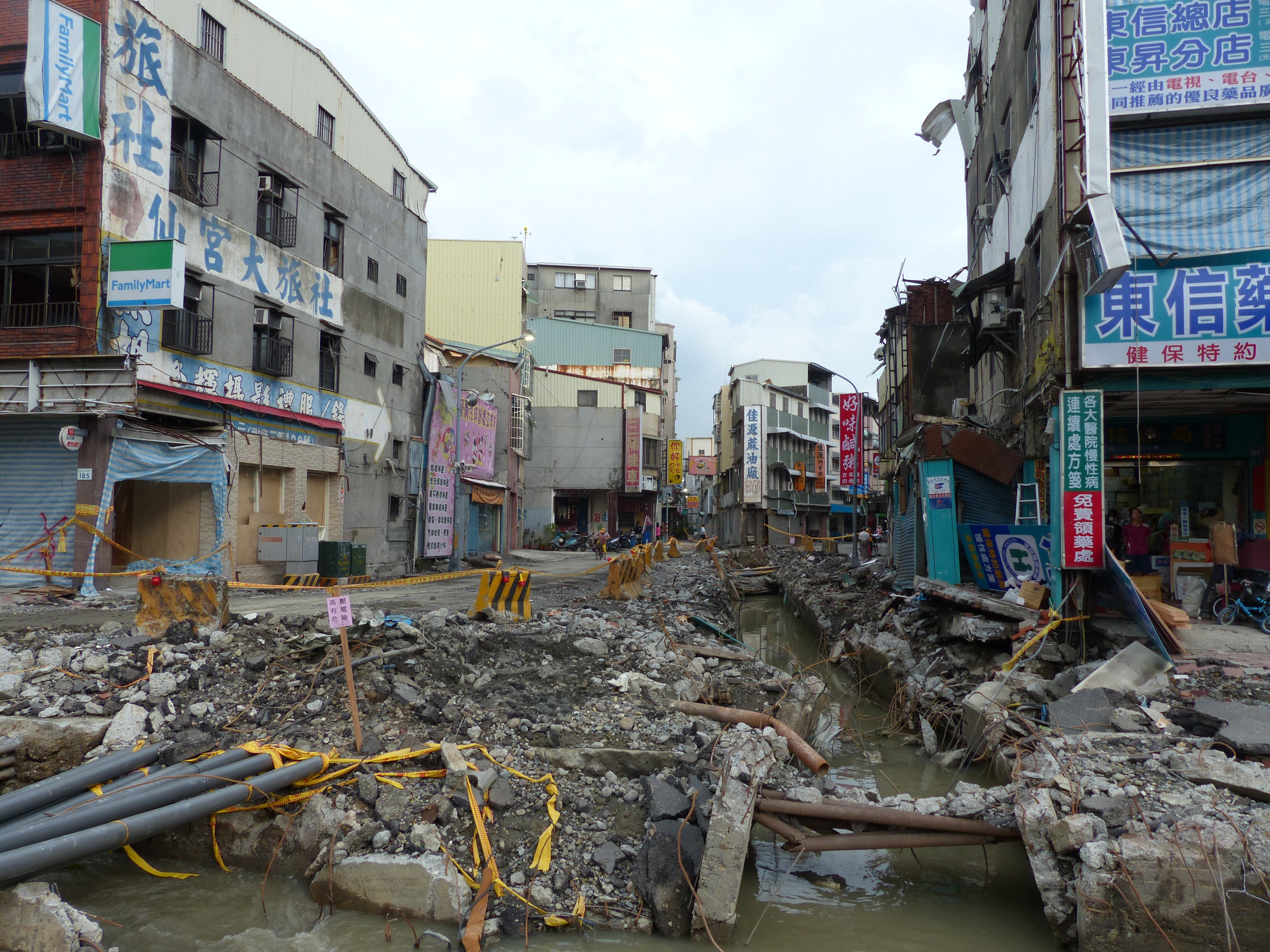
台湾の高雄市で2014年7月31日に発生したガス爆発の結果。

爆発（ばくはつ、英: explosion）とは、
圧力の急激な発生もしくは解放の結果、熱・光・音などおよび破壊作用を伴う現象。

## 概要
爆発とは、圧力が急激に発生したり圧力が急激に解放される結果、熱・光・音などが発生する現象であり、しばしば破壊的な影響を及ぼす。
爆発は、急激な化学反応、容器の破壊、核反応などによって起きる。
東邦大学理学部は、燃焼による爆発が閉鎖された狭い室内空間で起こった場合の影響について、以下のように説明している。
1. 火炎が伝播
2. 燃焼によって引き起こされる温度上昇によって室内の気体の体積は一気に膨張しようとする
3. 閉鎖空間の圧力は急激に高まる
4. 圧力に耐え切れなくなった弱い部分、例えば扉や窓ガラスが割れ、そこから一気に高圧の気体が噴出する

これらがわずかな時間で起こり、大きな被害をもたらす。

## 種類
石油エネルギー技術センターは、爆発の種類を物理的な爆発と化学的な爆発とに分けている。

### 物理的な爆発
高圧ガスが低圧の容器に流入した場合や、初めに容器に亀裂があり、容器内に充満したガスや液体の熱膨張による場合など。高圧ガス容器の破裂や蒸気爆発（爆発的蒸発）などの物理現象をさす。
- 高圧ガス容器の破裂
- 水蒸気爆発、BLEVE
- ストロンボリ式噴火、プリニー式噴火
- 隕石衝突
- 新星・超新星爆発
- 宇宙のインフレーション
- 核爆発

### 化学的な爆発
容器内で発熱的な化学反応が起こる場合や、急激な相変化によって吸熱的な反応が起こる場合など。たとえば、可燃性物質の燃焼、不安定物質の分解などの化学反応で、発熱を伴って急速に起こる場合には、反応熱の蓄積によって温度が急上昇して爆発を起こす。ガス爆発、粉塵爆発、蒸気雲爆発などをさす。
- ガス爆発 - 爆発事故のうちで最も多い
- 粉塵爆発
- 混合爆発

専門家は、燃焼による爆発を、さらに次の二つに区別することがある。
爆燃 (deflagration)
膨張速度（炎の伝播速度）が音速に達していないもの。衝撃波を伴わず、被害が比較的に軽微である。
爆轟 (detonation)
膨張速度が音速を超える激しい爆発。衝撃波を伴い（時には数百mから数kmの範囲で）甚大な被害を及ぼす。

## 火薬学における爆薬の爆発
爆薬が爆轟現象を起こすと、化学反応が超音速で未反応部分へ伝播していく。この爆轟波は爆薬を急速に高圧・高温のガスへと変化させる。
内部から発生した爆轟波が爆薬の表面に達するとガスの急激な膨張を生じ、周囲の空気や構造物に強大な衝撃波を超音速で伝達し、空気中においては爆風となる。
元々は1866年にアルフレッド・ノーベルによって爆発を制御するダイナマイトの発明により、土木工事や鉱山開発などに活用され、間もなく戦争における兵器として使用された。爆発は化学現象である一方で物理現象でもあり、複雑に絡み合っているとされる。

## 利用
- 兵器　(核爆弾)
  - 爆弾
  - 地雷
- 発破（火薬類を利用して岩石等の破壊）
- 内燃機関（エンジン）
- 消火（油田火災などで用いる。爆風で火を吹きとばすことにより燃焼を止める（爆風消火））
- 爆発加工
  - 爆発成形
  - 爆発圧着・爆発圧接
  - 爆発硬化
  - 爆発合成

## 事故

### 19世紀
- 1878年5月2日 - アメリカミシシッピ州ミネアポリスにてワッシュバーン製粉所が粉塵爆発
- 1887年5月3日 -  カナダブリティッシュコロンビア州バンクーバー島ナナイモ鉱山にて炭鉱が爆発炎上

### 20世紀
- 1917年12月6日 - カナダノバスコシア州のハリファックス港で船同士の衝突により火薬爆発（ハリファックス大爆発）
- 1921年9月21日 - ドイツオッパウで化学肥料サイロが爆発（オッパウ大爆発）
- 1937年3月18日 - アメリカテキサス州ニューロンドンの高校で天然ガス爆発（ニューロンドン学校爆発事故）
- 1937年5月6日 - アメリカニュージャージー州レイクハースト海軍飛行場で硬式飛行船が爆発炎上（ヒンデンブルク号爆発事故）
- 1937年8月17日 - 陸軍宇治火薬製造所で爆発事故[6]。
- 1939年3月1日 - 禁野火薬庫爆発事故
- 1945年11月12日 - 二又トンネル爆発事故
- 1955年8月1日 - 墨田区花火問屋爆発事故
- 1955年8月2日 - 日本カーリット工場爆発事故
- 1959年5月29日 - 上郷村花火工場爆発事故
- 1959年12月11日 - 第二京浜トラック爆発事故
- 1964年7月14日 - 東京都品川区の危険物倉庫で爆発事故（品川勝島倉庫爆発火災）
- 1976年7月10日 - セペソ（イタリア）の農薬工場で爆発事故
- 1980年5月14日 - 埼玉県浦和市（現さいたま市）の薬品工場で爆発事故
- 1980年8月16日 - 静岡県静岡市の静岡駅前地下街で爆発事故（静岡駅前地下街爆発事故）
- 1988年5月4日 - アメリカネバダ州ヘンダーソン市の化学工場で爆発事故（ペプコン大爆発）
- 2000年6月10日 - 群馬県新田郡尾島町（現太田市）の化学工場で爆発事故
- 2000年8月1日 - 愛知県知多郡武豊町の火薬工場で爆発事故

### 21世紀
- 2003年8月14日 - 三重県桑名郡多度町（現桑名市）のRDF発電所で爆発事故
- 2004年1月13日 - 茨城県鹿島郡のダイキンの四フッ化エチレンプラントでの爆発事故
- 2005年1月14日 - 宮崎県延岡市の旭化成ケミカルズ延岡製造所東海工場内の硝化綿工場で爆発事故
- 2008年1月10日 - 韓国慶尚北道亀尾市の旭硝子ファインテクノ韓国社の塩酸受入タンクで爆発事故
- 2009年11月4日 -  山口県下関市の三井化学の下関工場敷地で爆発事故
- 2013年4月17日 - アメリカテキサス州ダラスで化学肥料工場で爆発事故（テキサス州肥料工場爆発事故）
- 2014年2月22日 - インドネシアジャワ島のクラカタウ・ポスコ製鉄所の高炉で2回爆発事故
- 2014年6月8日 -  愛媛県新居浜市の住友化学新居浜工場で爆発事故
- 2015年4月7日 - 中国福建省の古雷港経済開発区にあるパラキシレン工場で爆発事故
- 2015年8月4日 - 中国江蘇省崑山市の金属加工工場で粉じん爆発事故
- 2015年8月12日 - 中国天津市浜海新区港湾地区の危険物倉庫での大規模な爆発事故（2015年天津浜海新区倉庫爆発事故）
- 2015年8月22日 - 中国山東省の化学工場で爆発事故（山東省化学工場爆発事件）
- 2018年11月18日 - 中国河北省の張家口市の化学工場付近で爆発と火災[7]
- 2019年3月21日 - 中国江蘇省の塩城市のアニソールなどを生産していた化学工場で爆発事故[8]
- 2019年7月19日 - 中国河南省の三門峡市の河南怡島ガス化プラントの塩化ビニルなどを生産するガス工場で爆発事故[9]
- 2019年8月8日 - ロシアアルハンゲリスク州にあるロシア海軍の実験場で爆発事故。付近のセヴェロドヴィンスク市で放射線量の上昇が見られた。しかし当局は事故の原因は液体燃料式エンジンの爆発であるとの説明を繰り返した。[10]
- 2019年9月28日 - 韓国蔚山市の港でタンカーが爆発・炎上[11]
- 2020年7月30日 - 郡山飲食店ガス爆発事故[12]
- 2020年8月5日 - レバノンベイルートの港湾地区で爆発事故 (2020年ベイルート爆発)

## 比喩
「爆発」は、比喩的に、抑えていた感情などが一気にふきだすことを指すことがある。「彼は3カ月間忍耐強く我慢していたが、ついに爆発した。」のように使う。日本の芸術家の岡本太郎は「芸術は爆発だ!」と、しばしば表現した。
また、スポーツなどの分野においては、「秘められていた才能が開花し、活躍する」ことを「爆発する」と言ったりする。この時には、活躍する・大活躍するよりも強い意味を持つ場合が多い。
また「爆発」という言葉は、急激な物事の喩えとして幅広く使われている。「人気が爆発する」「人口が爆発する」など。
例
- 人口爆発
- 感染爆発
- 打線爆発（野球などにおいて急に安打が続き、大量得点を挙げる事の喩え）
- カンブリア爆発

数学における比喩的表現
数学では、指数や階乗などを扱った関数などで、急激に数が増えることを「数の爆発」と表現することがある（組合せ爆発、指数関数的成長も参照）。
また、微分方程式において独立変数 t を時刻としたときに、有限時間内（独立変数 t が有限区間内）で解が発散することを「解の爆発」という。
代数幾何学においては、特異点（接線がいくつも引けてしまうような点）を解消する（接線を"バラバラ"にして滑らかにする）ある手続きが爆発（ブローアップ、ブローイングアップとも）と呼ばれる。

## 関連項目

爆発物があることを示す表示（GHSによるもの）